# Aphanopetalaceae
Aphanopetalaceae је фамилија дикотиледоних биљака из реда Saxifragales. Обухвата само један род са две врсте. Фамилија је ендемично распрострањења у Аустралији. Статус фамилије је прихваћен у новијим класификацијама скривеносеменица, док се положај променио од раније афилијације са редом Oxalidales ка сврставању у ред Saxifragales.